# 關諾·莎嬿達詩
關諾·莎嬿達詩（1981年5月23日—），英國威爾斯的獨立流行歌手，她的名字「關諾」（Gwenno）普遍為人熟知。關諾極具音樂才華，是名多語種唱作人，擅唱獨立流行的歌曲，除了她的母語威爾斯語及康瓦爾語，她還灌錄過愛爾蘭語及英國英語歌曲。與此同時，關諾也是红极一時的白禮頓市女子獨立流行樂隊The Pipettes之主將成員，然而她在2010年返回故鄉，回到了闊別多年的家鄉威爾斯，專注創作威爾斯語及康瓦爾語歌曲。

## 早年生活
關諾是來自說康瓦爾語及威爾斯語的家庭，父親爲康瓦爾人，是一名詩人兼語言學家。母親則爲威爾斯人，各教曉她其母語，而英語則是依靠日常生活接觸回來，有時她的家人又會以愛爾蘭語交談，因此，關諾正是在說多種語言下的環境成長。
從5歲開始，關諾於卡地夫的一所愛爾蘭舞蹈學院學習傳統舞蹈，並於17歲時擔任麥可·佛萊利製作的舞蹈之王及火燄之腳的演員。 在2001年，關諾於S4C的威爾斯語肥皂劇「山峪的人民」(Pobol y Cwm)中扮演角色，後來她爲自己的節目「我能知道嗎 ...?」(Ydy Gwenno'n Gallu...？)擔任主持。

## 音樂事業

### 發展歷程

#### 2002年－2004年
在加入樂隊The Pipettes之前，關諾早已是威爾斯獨當一面的威爾斯語及康瓦爾語電音流行歌手，在當地頗有名氣。
在2002年，關諾透過威爾斯獨立廠牌Recordiau Sain 發行了其首張迷你專輯「鬼魅魔海 (Môr Hud）」語言爲威爾斯語及英國英語。
在2003年11月23日，關諾代表康和郡參加烈艾國際歌曲比賽，以一曲「科特雅 (Vodya）」，獲得了人民選擇獎。
在2004年，關諾透過威爾斯獨立廠牌Recordiau Sain 發行其第二張迷你專輯「科特雅 (Vodya）」語言爲威爾斯語。 同年12月，關諾爲經典FM電視拍攝了其第一首康瓦爾語歌曲「爾索達在春天 (Ysolt Y'nn Gweinten）」音樂錄影帶。 這是第一部爲康瓦爾語歌曲拍攝的音樂錄影帶。

#### 2005年－2010年
在2005年4月，關諾從威爾斯跑到英倫發展，加入帶著懷舊風的獨立流行樂樂隊The Pipettes擔任主將成員。
在2006年7月17日，The Pipettes 發行了其首張專輯We Are The Pipettes，該專輯獲得不錯的成績。
在2010年4月19日，The Pipettes 發行了其第二張專輯Earth vs. The Pipettes。與此同時，關諾也沒有眷戀在英倫音樂圈所獲得的成就，決定離開The Pipettes，回歸威爾斯，目的是走出音樂工業與商業束縛的枷鎖，全心全意創作威爾斯語及康瓦爾語歌曲。

#### 2012年－2018年
在2012年6月，關諾透過威爾斯獨立廠牌 Peski Records 發行了其第三張迷你專輯「放射性 (Ymbelydredd）」，語言爲威爾斯語 ，並以錄音帶形式限量發行。
在2014年10月，關諾透過威爾斯獨立廠牌 Peski Records 發行其首張個人專輯「最後一天 (Y Dydd Olaf）」，語言爲威爾斯語及康瓦爾語。
在2015年5月，關諾與Heavenly Recordings簽約，並在7月份重新發行其首張個人專輯。該專輯獲得成功，並憑靠它取得了兩個音樂獎項，分別是2015全國最佳威爾斯專輯及2014-2015威爾斯音樂獎 。
在2017年10月19日，關諾率先透露專輯標題和曲目，亦分享了封面及以康瓦爾語談及專輯理念的宣傳廣告，並宣布發售日期爲2018年3月2日。 
在2018年1月15日，關諾將歌曲「陸地與海洋 (Tir Ha Mor)」的音樂錄影帶，上傳到其YouTube頻道，在短短一個月錄得29,463點擊率。同年3月，關諾透過威爾斯獨立廠牌 Heavenly Recordings 發行其第二張個人專輯「回憶之處 (Le Kov）」，語言爲康和語。與此同時，此乃是音樂史上，第二張全部是康瓦爾語歌曲的專輯。在2018年3月20日，關諾將歌曲「有沒有起司? (Eus Keus?)」的音樂錄影帶，上傳到其YouTube頻道。

## 唱片目錄

### 正規專輯
- 2014年 最後一天 (Y Dydd Olaf）
- 2018年 回憶之處 (Le Kov）

### 迷你專輯
- 2002年 鬼魅魔海 (Môr Hud）
- 2004年 科特雅 (Vodya）
- 2012年 放射性 (Ymbelydredd）

### 單曲
- 2015年 心怵惕而震盪兮 (Fratolish Hiang Perpeshki)
- 2018年 陸地與海洋 (Tir Ha Mor)

## 得獎紀錄
- 2003年 烈艾國際歌曲比賽 人民選擇獎
- 2015年 全國最佳威爾斯專輯
- 2015年 威爾斯音樂獎